# Francisco de Paula af Spanien
Infant Francisco de Paula af Spanien, Hertug af Cadiz (spansk: Francisco de Paula Antonio María de Borbón y Borbón; 10. marts 1794 – 13. august 1865) var en spansk infant (prins), der var den yngste søn af kong Karl 4. af Spanien. Han var lillebror til kong Ferdinand 7. af Spanien og farbror og svigerfar til den regerende dronning Isabella 2. af Spanien, som han støttede mod sin bror Don Carlos i Den Første Carlistkrig.

## Biografi
Infant Francisco de Paula blev født den 10. marts 1794 på Kongeslottet i Aranjuez nær Madrid i Spanien som det fjortende og yngste barn af kong Karl 4. af Spanien og Maria Luisa af Parma.
Han blev gift første gang ved en såkaldt prokurationsvielse (vielse ved stedfortræder) den 15. april 1819 i Napoli og personligt den 12. juni 1819 i Madrid med sin niece, prinsesse Luisa Carlota af Begge Sicilier, der var datter af kong Frans 1. af Begge Sicilier og Francisco de Paulas søster, prinsesse Maria Isabella af Spanien. De fik elleve børn, hvoraf otte overlevede til voksenalder. Blandt deres børn var infant Francisco de Asís af Spanien, der blev gift med sin kusine, den regerende dronning Isabella 2. af Spanien, i 1846 og blev titulær konge af Spanien.
Efter sin første hustrus død i 1844 giftede han sig anden gang i 1859 i et morganatisk ægteskab med Teresa Arredondo y Ramírez de Arellano. De fik et barn.
Hertugen af Cadiz døde 71 år gammel den 13. august 1865 i Madrid i Spanien.